# 尼格爾·多茲
尼格爾·多茲男爵，OBE（英語：Nigel Alexander Dodds，1958年8月20日—），是北愛爾蘭的一位政治人物。他是一位大律師和聯盟派政治家。自2010年至2019年，他是北貝爾法斯特選出的國會議員，以及自2008年是民主統一黨的副黨魁。
其妻黛安也是民主統一黨員，2009年起任歐洲議會議員至2020年英國脫歐，以及2020年起任北愛經濟部長。兩人育有一子一女。